# جرج زیکلای
جرج کلیفورد زیکلای (به انگلیسی: George Clifford Sziklai) (۹ جولای ۱۹۰۹ در بوداپست، مجارستان - ۹ سپتامبر ۱۹۹۸ در لاس آلتوس، کالیفورنیا) یک مهندس مشهور الکترونیک بود. او مخترع زوج زیکلای بود که به اسم خودش، نام گذاری شد.
او در دانشگاه بوداپست و انستیتو فنی مونیخ تحصیل کرد. زیکلای در ۱۹۳۰ به نیو یورک مهاجرت کرد. او سابقه فعالیت در شرکت رادیو آمریکا، شرکت برق وستینگهاوس و شرکت لاکهید را دارد.

## پیوند مرتبط

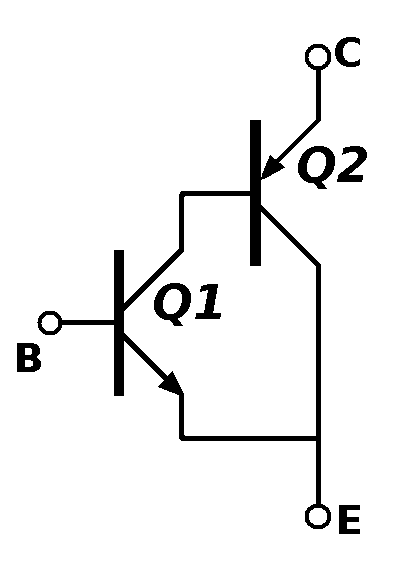
زوج زیکلای